# Scilla lucis
Scilla lucis är en sparrisväxtart som beskrevs av Franz Speta. Scilla lucis ingår i släktet blåstjärnesläktet, och familjen sparrisväxter. Inga underarter finns listade i Catalogue of Life.